# 老狐狸 (稱呼)
「老狐狸」（羅馬化：rubâh-e pir）是部分伊朗人對英國的蔑稱。據傳，伊朗哲學家兼詩人阿迪布·皮沙瓦里是最早在這種語境下使用這個詞的人。時至今日，這個稱號仍常見於伊朗社會、媒體和報章。

## 背景
在波斯語及許多其他文化中，狐狸象徵狡猾、奸詐，因此常被用來比喻那些憑藉詭計而非單靠武力達到目的的人。在伊朗人對英國的態度中，「老狐狸」一詞最早由阿迪布·皮沙瓦里（1844年—1930年）提出。年輕時，他的父親和多位親屬在1857至1858年的英國與阿富汗戰爭中喪生，因此他心懷強烈反英情緒，並透過多首詩作表達這種憤怒。皮沙瓦里經常以動物作隱喻描述英國，如老狐狸、不祥的烏鴉及毒蛇，而「老狐狸」一詞便從那時流傳下來。他其中一首詩的翻譯內容如下：
窺諸古宅田，

巧計奪平川。

百險猶身脫，

如狐老計全。

## 歷史
伊朗人使用「老狐狸」這個稱號，可能意在表達對波斯立憲革命的不滿、支持1921年的政變、抑或反映阿巴丹危機期間與英國的緊張關係（該事件最終促使英國支持1953年的政變）、批評英國反對伊朗伊斯蘭革命，或指控英國在2009年伊朗總統選舉後煽動街頭暴亂。
2015年英國駐伊朗大使館重新開放時，伊朗多間媒體和報章以「狐狸回來了」作為報導標題。《Hemayat》在頭版寫道：「老狐狸關着燈回來了」，《使命報》指出：「沒有人歡迎老狐狸的歸來」，《世界報》則強調：「在伊朗人眼中，英國依然是『老狐狸』」。